# Erwin Holsteg
Erwin Holsteg (* 22. Oktober 1920 in Brünen; † 2. April 2005 in Hamminkeln) war ein deutscher Politiker der FDP.
Holsteg war von Beruf Agraringenieur und Landwirt. Er trat 1952 der FDP bei. Von 1980 bis 1983 war Holsteg Mitglied des Deutschen Bundestages. Er wurde über die Landesliste Nordrhein-Westfalen gewählt.

## Privatleben
Holsteg verbrachte seine Jugend und Schulzeit mit fünf Geschwistern auf dem Huferhof in Brünen-Hamminkeln, Kreis Rees. Er besuchte 1935 bis 1938 die landwirtschaftliche Berufsschule mit Lehrabschluss. 1940 machte er den Frankreichfeldzug mit und kam im Frühjahr 1941 an die Ostfront im Nordabschnitt Ilmensee-Nowgorod Wolchow. Als Gruppenführer erlitt er mit einem Lungensteckschuss eine schwere Verwundung und erkrankte im Lazarett an Malaria. Nach langwieriger Genesung war er wehruntauglich und wurde zum Studium beurlaubt. Anfang 1945 wurde er in amerikanische Gefangenschaft genommen und im August 1945 aus dem Krankenlager entlassen.
1947 gründete er in Brünen den Reiterverein "Jagdfalke", war als Reitlehrer dessen Vorsitzender und wurde 1957 Ehrenreitlehrer. Ab 1953 war er Präsident und ab 1976 Ehrenpräsident des Schützenvereins St. Johann in Brünen.